# Grzegorz Pleszyński
Grzegorz "Pleha" Pleszyński (ur. 7 kwietnia 1955 w Olsztynie) – polski artysta zajmujący się: malarstwem, rysunkiem, muzyką, performancem, video-artem, teatrem. 
Uczestnik wielu wystaw artystycznych indywidualnych oraz grupowych, m.in. We all love art, galeria7star, Berlin, 2017, Polygonum 3, BWA, Bydgoszcz, 2013, up and down - Ode an die Freude, Freies Museum, Berlin, 2011, Znaki ostrzegawcze, Galeria Sztuki Najnowszej, Gorzów Wielkopolski, 2011, Rock and Roll History of Art, BWA, Bydgoszcz, 2011, Figure and Space, CONTINENTAL Gallery, Melbourne, 1997, Recent Works on Paper – COLOUR SQUARE GALLERY Melbourne,1996, Tumult Toruński 1989.

## Życiorys
Urodzony w Olsztynie, od wczesnego dzieciństwa mieszkał w Szubinie, później w Bydgoszczy i Berlinie. 
W 1989 ukończył studia na Wydziale Sztuk Pięknych Uniwersytetu Mikołaja Kopernika w Toruniu w pracowni Mieczysława Ziomka. 
Pracował m.in. jako nauczyciel w szkołach podstawowych i gimnazjach w Chomętowie (1981 – 1987), Szubinie (1987 – 2009), w Państwowym Zespole Szkół Plastycznych im. Leona Wyczółkowskiego w Bydgoszczy (2006 – 2008) oraz jak instruktor plastyki w Szubińskim Domu Kultury (1977 – 1989).

## Wystawy i widowiska
W roku 1998 Pleszyński brał udział w organizowanej przez Ryszarda Waśko "Konstrukcji w Procesie VI" BRIGDE, Melbourne. Tam zrodził się pomysł, aby przenieść to wielkie wydarzenie artystyczne do Bydgoszczy. W 1999 roku powołano Grzegorza Pleszyńskiego na Dyrektora Międzynarodowego Muzeum Artystów (International Artist’s Museum) – oddział w Bydgoszczy – w celu zorganizowania wraz z Muzeum Okręgowym w Bydgoszczy "Konstrukcji w Procesie VII Ta ziemia jest kwiatem (This earth is a flower)”.

## Autorskie projekty artystyczne
- Grupa PLAMA'S w Szubinie, powstała w 1977 roku i działa do dziś. Grupa zajmowała się działaniami o charakterze społecznym i artystycznym[2].

- ANTYDEPRESYJNA SZKOŁA – projekt edukacyjno-artystyczny, który odbywa się od 2001 roku w różnych szkołach, przedszkolach, ośrodkach pomocy społecznej, zakładach poprawczych, bibliotekach, domach kultury i innych placówkach oświatowo-wychowawczych na terenie całej Polski. Kilka edycji odbyło się także w Rosji i Niemczech. W projekcie wzięło udział około 1000 szkół i placówek oświatowo-wychowawczych. Celem akcji ANTYDEPRESYJNA SZKOLA jest złagodzenie skutków działania stresu, „nauczanie bezinwazyjne” czyli nauczanie poprzez zabawę, integracja (m.in. uczniów i nauczycieli), kształtowanie utylitarnych postaw, odkrywanie własnej tożsamości osobowościowej, społecznej, kulturowej, ogólnoludzkiej, odkrywanie własnej świadomości, akceptacja innych postaw, zapobieganie zjawiskom odrzucenia i wykluczenia[3].
- ANTYDEPRESYJNY URZĄD – w ramach Międzynarodowego Projektu pod nazwą „SZTUKA W MIEŚCIE” odbyła się w Bydgoszczy w 2006 roku dwudniowa akcja na Starym Rynku i w Ratuszu, podczas której wydawano antydepresyjne dowody, stwierdzające, że posiadacz owego dokumentu jest "Mądry i niezwykły". Akcja wydawania dokumentów stwierdzających "Mądrość i niezwykłość" obywatela była również przeprowadzona w Urzędzie Miasta w Szubinie w 2015 roku.
- ANTYDEPRESYJNE MIASTO – projekt realizowany w kilku miastach:
  - w CHEŁMNIE - w latach 1998- 2001, gdzie Pleszyński jako kurator zapraszał wielu artystów m.in. malarzy, muzyków, poetów, performerów. W mieście odbywały się akcje artystyczne z udziałem mieszkańców Chełmna, którzy tworzyli własne wizje artystyczne.
  - w BYDGOSZCZY - w latach 2002 -2005 w ramach ANTYDEPRESYJNEGO MIASTA, na Starym Rynku w Bydgoszczy artysta wraz z Henrykiem Narewskim realizował akcje „Portret Bydgoszczanina” - wystawy portretów ludzi związanych z Bydgoszczą.
  - w SZUBINIE w 2015 roku, Pleszyński zorganizował koncert w plenerze dla mieszkańców Szubina oraz mapping - pokaz video na zabytkowym budynku miasta.
  - w BYDGOSZCZY - AKCJA-REAKCJA-SZTUKA – HAPPENING NA 300 OŁÓWKÓW realizował z uczniami i nauczycielami Państwowego Liceum Sztuk Plastycznych w Bydgoszczy, Stary Rynek w Bydgoszczy, 2007 rok.
- HARMONIA SZTUKI - HARMONIA ŚWIATA. Było to pionierskie wydarzenie w Polsce. Grzegorz Pleszyński był jednym z pierwszych artystów, którzy wraz z Henrykiem Narewskim od połowy lat 90. wchodzili do więzień z projektami artystycznymi. Do zakładów karnych zapraszali artystów, aby wspólnie tworzyć z ludźmi osadzonymi. Odbywały się warsztaty, wykłady, plenery malarskie, spektakle teatralne i performerskie.

## Działania kuratorskie i organizacyjne
- Dyrektor artystyczny i kurator festiwalu OKO NIGDY NIE ŚPI od 2016 roku.
- Organizator i kurator projektów artystyczno-społecznych: ANTYDEPRESYJNA SZKOŁA, ANTYDEPRESYJNE MIASTO, ANTYDEPRESYJNY URZĄD, HARMONIA SZTUKI-HARMONIA - HARMONIA ŚWIATA, DROGA - ROZUM. ROZUM – PRZECZUCIE.
- Kurator pokazu grupy Fluxus „JA NIE PŁACZĘ JA SIĘ ŚMIEJĘ”, Warszawa, Bydgoszcz, Mózg Festiwal, 2015.
- Kurator projektu Dźwięk Buduje Obraz, Poznań, 2015.
- Dyrektor Bydgoskiego Oddziału INTERNATIONAL ARTIST’S MUSEUM (MIĘDZYNARODOWEGO MUZEUM ARTYSTÓW) od 1998 roku.
- Kurator wystaw organizowanych w Galerii Plama’s w latach 1977 – 1995.

## Projekty muzyczne
- Pot One Tea – Ann Noel, Artur Maćkowiak, Grzegorz Pleszyński[4].
- Antidepressant Music In The Car – Sławomir Szudrowicz, Jerzy Mazzoll, Jarosław Misiewicz, Błażej Wiśniewski, Artur Maćkowiak, Błażej Gawliński, Martyna Przybysz, Adela Konop, Grzegorz Pleszyński. 
  - Gościnnie: Erik Andersen, GuvenCelik, Marta Filipiak, Kamil Jarecki, Kasia Kałka, Angelica Klose, Przemek Kochanowski, Paweł Kont, Jarosław Kozłowski, Dorthe Krogh, Janusz Laszczkowski, Alina Łęska, Paweł Łysak, Ann Noël, OzgurOzdemir, Aneta Panek, Ben Patterson, Jörg Peter, Dominika Pleszyńska, Natalia Pleszyńska-Kochanowska, Dodi Reifenberg, Michael Staab, Zuzanna Tatkowska, Anja Teske, Maria Waśko, Ryszard Waśko, Hanna Zawadzka-Pleszyńska.
- A Sound of the Wooden Fish – Artur Maćkowiak, Jerzy Mazzoll, Grzegorz Pleszyński[5].
- Rock &Roll History of Art - Jerzy Mazzoll, Artur Maćkowiak, Qba Janicki, Markus Mussinghoff, Terry Buchholz, Hermann Hesse, Andrzej Gawroński, Bartek Kapsa, Wolfgang Van Ackeren, Dirk Friedrich, Marta Szymańska, Sławomir Szudrowicz, Julius Gabriel, Fabian Jungm Florian Walter, Ann Noël, Rafał Gorzycki, Jon Dobie, Grzegorz Pleszyński.
- Green – Ann Noël, Jerzy Mazzoll, Grzegorz Pleszyński.
- Trans Memories The Sound History of the Earth – Krzysztof Ostrowski, Grzegorz Pleszyński.
- Antidepressant Sound Academy – Ben Patterson - tekst i głos, Ann Noël - głos i recytacja L.L. Szkutnika "Thinking in English", Dorthe Krogh - głos, Philippa Jeffery - recytacja tekstów G. Pleszyńskiego, Eric Andersen - głos, Grzegorz Pleszyński - plastikowe instrumenty dęte, sampler,okładka, Waldek Knade - wiolonczela, Tomek Licak - saksofon, Maciek Wróbel - instrumenty perkusyjne, Kacper Buńkowski - gitara.
- Antidepressant Opera Cristoforo Colombo – reżyseria, muzyka i słowa Grzegorz Pleszyński, Chór Czarnego Karła.

## Malarstwo
Russell Radzinski w tekście opisującym twórczość Pleszyńskiego pisze w katalogu wystawy: punkty… znaki… obrazy…: 
„Moment objawienia, który wyjaśnia wiele z pozornych samozaprzeczeń Pleszyńskiego, jest trwałym efektem długiego pobytu w roku 2002 wśród rdzennych ludów na rozległych, pustynnych obszarach Australii. Swoim malarstwem i muzyką Grzegorz Pleszyński przypomina nam o instruktywnym potencjale sztuki. Sugeruje on nowy rodzaj otwartości na doświadczenia, która może służyć jako podstawa do kwestionowania naszych związków z innymi ludźmi i z naturą, i do ułożenia ich na nowo(…). (Pleszyński) Sugeruje nowy rodzaj otwartości na doświadczenia, który może służyć jako podstawa do kwestionowania naszych związków z innymi ludźmi i z naturą, i do ułożenia ich na nowo. Zatoczyliśmy pełne koło. Rozumiemy, że zdrowa dawka (postmodernistycznego) antyhumanizmu może nas wzmacniać, a nie odczłowieczać. Zamiast traktować ludzkość jako pana przyrody albo jeden z nic nieznaczących trybików w beznamiętnej machinie wszechświata, możemy stać się potężnymi czynnikami uczestniczącymi w działaniu wszechogarniającej siły, potężniejszej niż my sami.”
Pleszyński o swoim malarstwie: 
„Szukam wizualnego języka dla współczesnego świata. Aby się z nim porozumieć, używam sprayu w puszkach. Dla mnie ten rodzaj farby przypomina świat wokół nas: jest tak samo szybki i tak samo toksyczny. 
Formy, które osiągam budują czacieki i linie, odsłaniają geometryczną strukturę świata. 
Spływająca farba ujawnia kanały energii, którymi kosmos popycha materię farby po powierzchni płótna. 
Dla mnie najważniejsze jest dotarcie do źródeł poznania - poprzez sztukę. Interesuje mnie, w jaki sposób kultura, w której żyjemy jest opresyjna wobec mnie i innych ludzi. Kiedyś kultury były bardziej opresyjne wobec jednostek, dziś, wydawałoby się, są trochę mniej. A może to tylko pozory? Poszukuję tych „skorup” narzuconych przez kulturę albo tego delikatnego „pudru”, jaki jest nakładany na naszą naturę. Próbuję odkryć mechanizm, który tym rządzi. Trzeba wypośrodkować, co z tej opresji kultury jest konieczne, a czego możemy się pozbyć jako zbytecznego balastu, związanego np. z tradycją, a czasami, ze zbyt gwałtownym postępem.”

## Projekty filmowe
- Theatrum Magicum (2017)[8]

## Nagrody i wyróżnienia
- Stypendium twórcze Ministerstwa Kultury i Dziedzictwa Narodowego wręczone przez ministra kultury Bogdana Zdrojewskiego 2013 rok.
- II nagroda w konkursie POLIGONUM, 2013 rok,
- stypendysta i rezydent artystyczny Duisburg, 2013 rok.
- I nagroda w KONKURSIE MALARSKIM im. Leona Wyczółkowskiego, 2012 rok,
- rezydencja artystyczna Casula Art Power House Sydney Australia, 2001 rok